# Обіцянка щастя (фільм, 1965)
«Обіцянка щастя» (рос. «Обещание счастья») — радянський фільм-спектакль 1965 року, знятий на кіностудії «Лентелефільм».

## Сюжет
Фільм складається з чотирьох новел К. Паустовського про кохання: «Старий човен», «Бриз», «Дощовий світанок», «Біла веселка».

## У ролях
- Тетяна Дороніна — головна роль
- Олег Борисов — головна роль
- Юхим Копелян — оповідач
- Павло Луспекаєв — епізод
- Михайло Волков — епізод
- Владислав Стржельчик — епізод
- Володимир Татосов — епізод
- Борис Рижухін — епізод

## Знімальна група
- Режисер-постановник та автор сценарію:  Лев Цуцульковський
- Оператор: Віталій Ананьєв
- Композитор:  Сергій Рахманінов
- Художники: Лариса Луконіна, Сергій Скінтєєв